# Shin Meiwa US-1
Shin Meiwa US-1 je japonský čtyřmotorový celokovový obojživelný létající člun určený k hlídkování a protiponorkovému boji.

## Vývoj

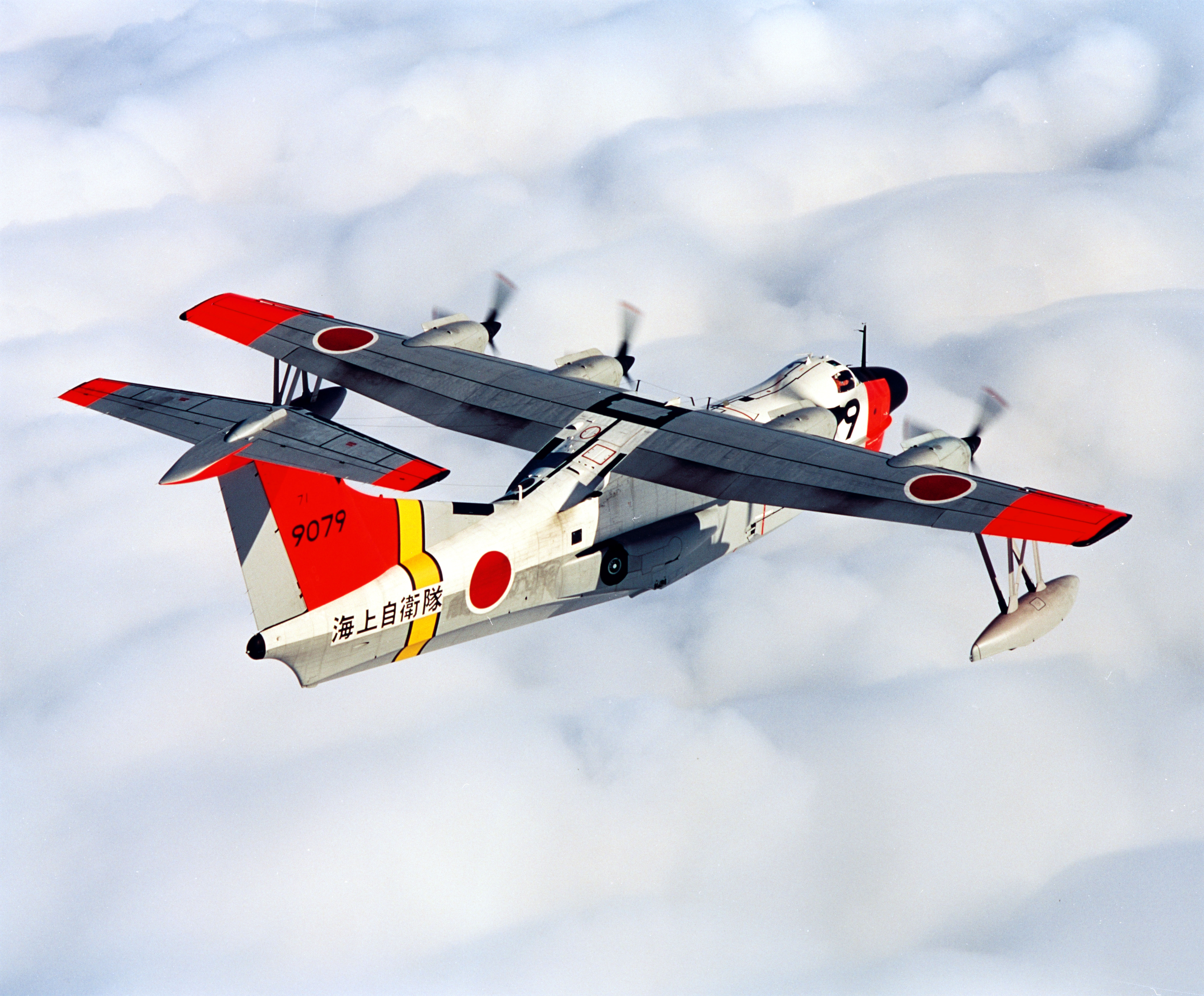
US-1A

V roce 1966 objednalo japonské letectvo velký létací člun, schopný operovat na moři za nepříznivých povětrnostních podmínek. Letoun nejprve označený PX-S měl mít rovněž charakteristiky STOL. Společnost Shin Meiwa odpověděla hydroplánem SS-2, jehož vojenské označení je PS-1.
První vyrobený PS-1 vzlétl 5. října 1967 z přístavu v Kóbe. Požadovaných vlastností bylo dosaženo mírným ohybem vrtulového proudu od čtveřice turbovrtulových motorů a ofukováním vztlakových klapek, křidélek a ocasních ploch. Později byl první prototyp přestavěn na vodní bombardér, vybavený nádrží na 8100 l vody k hašení lesních požárů. Po druhém prototypu bylo do března 1980 vyrobeno dalších 23 sériových strojů.
PS-1 měl pod trupem jednoduchý zatahovací podvozek, na němž mohl vyjet z vody na břeh po nakloněné rampě, či naopak. Nemohl však na něm provést vzlet ani přistání. Tento nedostatek byl vyřešen u verze SS-2A (US-1), vybavené zatahovacím hydraulickým podvozkem. První US-1 (MSDF 9071) opustil výrobní halu v Konanu 1. října 1974 a 16. října byl zalétán šéfpilotem firmy Micuru Koganem. Pohon zajišťovaly čtyři turbovrtulové motory General Electric T64-IHI-10E o výkonu po 2282 kW, vyráběné v licenci u japonské společnosti Išikawadžima-Harima. První vzlet z pevné země následoval 3. prosince 1974. Z celkového počtu 14 objednaných letounů bylo do roku 1983 dodáno 7 kusů. Od sedmého vyrobeného stroje následovaly letouny US-1A s motory T64-IHI-10J o výkonu 2602 kW. Vrtule Sumitomo 63E60-19, vyráběné v licenci Hamilton Standard, jsou čtyřlisté o průměru 4,42 m.
V centroplánu na hřbetě trupu je umístěn turbohřídelový motor IHI-GE T58-IHI-10M1, který pohání kompresor C-2 o výkonu 14 kg/s. Ten dodává stlačený vzduch do štěrbin na křídle a na ocasních plochách pro řízení mezní vrstvy.
Speciální výstroj pro detekci a ničení cílů pod hladinou moře tvoří radiolokátor General Electric AN/APS-80N, uložený v přídi pod laminátovým krytem, ponořovací zvuková bóje, svrhované akustické bóje, protiponorkové hlubinné nálože a miny, samonaváděcí torpéda a detektor magnetických anomálií. Proti lodním cílům může US-1 nasadit neřízené rakety ráže 127 mm.
Záchrannou výstroj může tvořit naviják a záchranný člun s přívěsným motorem.
Dne 18. prosince 2003 byl zalétán první modernizovaný US-1A Kai (evidenční číslo 9901), nově poháněný čtyřmi turbovrtulovými motory Rolls-Royce AE 2100J o výkonu 3356 kW. K další modernizaci přispělo řízení fly-by-wire firmy Kawasaki, přetlaková paluba, kompozitová konstrukce křídla a nová avionika, zahrnující radiolokátor Thales Ocean Master.

## Specifikace

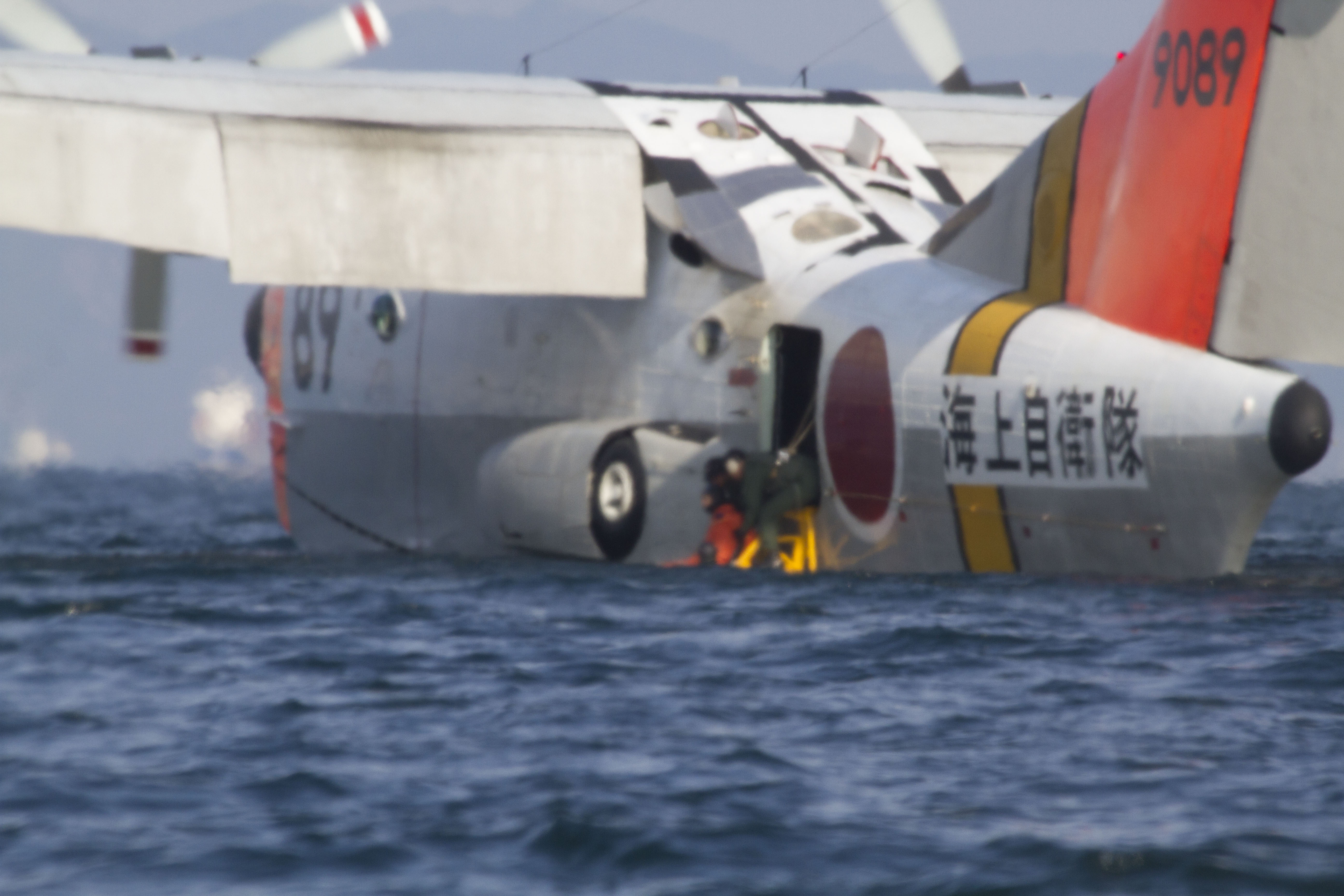
US-1, JMSDF

Údaje platí pro US-1

### Hlavní technické údaje
- Rozpětí: 33,15 m
- Délka: 33,46 m
- Výška: 9,82 m
- Nosná plocha: 135,8 m²
- Hmotnost prázdného letounu: 25 500 kg
- Maximální vzletová hmotnost ze země: 45 000 kg
- Maximální vzletová hmotnost z vodní hladiny: 43 000 kg

### Výkony
- Maximální rychlost v hladině 3050 m: 496 km/h
- Cestovní rychlost v hladině 3050 m: 426 km/h
- Maximální stoupavost: 12,1 m/s
- Délka vzletu/přistání ze země: 620/810 m
- Délka vzletu/přistání z vodní hladiny: 600/290 m
- Dostup: 8230 m
- Dolet: 4207 km